# Kevin Miquel
Kevin Miquel (19 de diciembre de 1991) es un deportista francés que compite en ciclismo de montaña en la disciplina de campo a través. Ganó una medalla de bronce en el Campeonato Mundial de Ciclismo de Montaña de 2014, en la prueba por eliminación.

## Palmarés internacional
| Campeonato Mundial | Campeonato Mundial            | Campeonato Mundial | Campeonato Mundial |
| Año                | Lugar                         | Medalla            | Competición        |
| ------------------ | ----------------------------- | ------------------ | ------------------ |
| 2014               | Hafjell/Lillehammer (Noruega) | Medalla de bronce  | Eliminación        |